# 陈诚之
陈诚之，字自明，一说景明，福建闽县人（也有说是长乐县人），南宋政治人物。谥文恭。

## 生平
宋高宗绍兴十二年（1142年）壬戌科状元。传说壬戌科第一本为秦桧子秦熺，秦桧为避嫌，遂置陈诚之为首。在策对考试中，陈诚之主张议和，因而也中秦桧之意。后授左承郎，签书镇东军节度判官，历官秘书省正字、校书郎、秘书郎。绍兴十五年（1145年），为祠部员外郎后，以礼部侍郎出知泉州。不久，召为翰林学士，累官至同知枢密院事，端明殿学士。